# Гинденбург, Василий Данилович
Василий (Вильгельм) Данилович Гинденбург (нем. Willhelm Hindenburg; июль 1799, Минск, Минская губерния, Российская империя — 6 [18] февраля 1877, там же) — российский (белорусский) медик; несколько лет был президентом Общества минских врачей.

## Биография
Василий Гинденбург родился в 1799 году в городе Минске. Медицинское образование получил в Виленском университете, который окончил в 1821 году, после чего занимался врачебной практикой в Минской губернии.
В 1825 году назначен ельнинским (Смоленской губернии) уездным врачом (здесь он лечил Михаила Ивановича Глинку, называющего его в «Записках» своих «добрым нашим уездным доктором»), а в 1833 году акушером Минского врачебного правления.
В 1840 году В. Д. Гинденбург занял также и должность тюремного врача. Был членом Общества минских врачей и некоторое время исполнял обязанности председателя. Пользовался такой популярностью в обществе, что в 1871 году, когда исполнилось 50-летие его деятельности, в Минской мужской гимназии учреждена была стипендия его имени.
Василий Данилович Гинденбург умер 6 (18) февраля 1877 года в родном городе.